# Stollberg (ort)
Stollberg (officiellt: Stollberg/Erzgebirge.) är en tysk stad i distriktet Erzgebirgskreis i delstaten Sachsen. Den ligger i norra delen av bergstrakten Erzgebirge på en genomsnittlig höjd av 444 meter över havet. Kommunen ingår i förvaltningsområdet Stollberg/Erzgeb. tillsammans med kommunen Niederdorf.
Staden ligger vid motorvägen A 72 samt vid en järnvägslinje som sammanbinder den med Chemnitz och Zwickau. Vid stadens kant är företag inom maskinteknik och metallbearbetning etablerade.

## Historia
En greve från orten Starkenberg i östra Thüringen etablerade under 1200-talet en borg vid platsen. Borgen fick med tiden namnet Stollberg. Året 1343 fick den tillhörande orten marknads- och stadsrättigheter. Under Trettioåriga kriget bränns staden och borgen av kroatiska legosoldater. Ytterligare en stadsbrand skedde 1809. Istället för borgen som under tiden hade blivit en ruin byggdes 1815 slottet Hoheneck som blev fängelse 1864. Sedan mitten av 1800-talet fanns en överregional betydande fabrik i staden som framställde strumpor.
Vid slutet av Andra världskriget hissade stadens borgmästare den vita flaggan och staden intogs nästan utan skador av amerikanska enheter. Borgmästaren själv hade under kaoset mördats som förrädare. Året 1955 drabbades Stollberg av en översvämning. Annars är vattendraget som flyttar genom orten bara en liten bäck. Anstalten Hoheneck som länge var ett kvinnofängelse stängdes 1993.

## Vänorter
Stollbergs vänorter är:
- Montigny-en-Gohelle, Frankrike
- Nördlingen, Tyskland, Bayern
- Tamási, Ungern